# Дельгадо, Рикардо
Рика́рдо Дельга́до Нога́лес (исп. Ricardo Delgado Nogales; 13 июля 1947, Мехико) — мексиканский боксёр наилегчайшей весовой категории, выступал за сборную Мексики в конце 1960-х годов. Чемпион летних Олимпийских игр в Мехико, серебряный призёр Игр Центральной Америки и Карибского бассейна и Панамериканских игр, победитель многих международных турниров и национальных первенств. В период 1969—1975 боксировал на профессиональном уровне, но без особых достижений.

## Биография
Рикардо Дельгадо родился 13 июля 1947 года в Мехико. Активно заниматься боксом начал в раннем детстве, сразу стал показывать достойные результаты и был зачислен в основной состав национальной сборной. Первого серьёзного успеха на ринге добился в возрасте восемнадцати лет, когда в наилегчайшей весовой категории завоевал серебряную медаль на Играх Центральной Америки и Карибского бассейна в Сан-Хуане. В 1967 году ездил на Панамериканские игры в Виннипег, откуда тоже привёз медаль серебряного достоинства (в решающем матче уступил венесуэльцу Морочито Родригесу). Благодаря череде удачных выступлений удостоился права защищать честь страны на домашних летних Олимпийских играх 1968 года, где победил всех своих соперников, в том числе бразильца Сервилиу де Оливейру и поляка Артура Олеха в полуфинале и финале соответственно.
Получив золотую олимпийскую медаль, Дельгадо решил попробовать себя среди профессионалов и покинул сборную. Его профессиональный дебют состоялся в июле 1969 года, своего первого соперника он победил нокаутом уже в третьем раунде. В течение последующих двух лет провёл множество удачных поединков, однако в 1971 году потерпел первое поражение — проиграл единогласным решением судей американцу Дэйви Васкесу, притом дважды побывав в нокдауне. С этого момента его результаты резко пошли на спад, проигрыши стали случаться гораздо чаще. В мае 1972 года Дельгадо боролся за титул чемпиона Мексики в наилегчайшем весе, но уступил по очкам действующему чемпиону Мигелю Канто. Впоследствии мексиканец продолжал выходить на ринг вплоть до 1975 года, хотя большинство своих поединков проиграл и больше ни разу не участвовал в титульных матчах. Всего в профессиональном боксе провёл 30 боёв, из них 14 окончил победой (в том числе 5 досрочно), 12 раз терпел поражение, в четырёх случаях была зафиксирована ничья.